# الكويت في الألعاب البارالمبية الصيفية 2004
أرسلت الكويت وفداً للمشاركة في دورة الألعاب البارالمبية الصيفية 2008 في بكين، جمهورية الصين الشعبية. ووفقاً للسجلات الرسمية، تنافس ثمانية رياضيين في ألعاب القوى ورفع الأثقال والمبارزة على الكراسي المتحركة.

## الفائزون بالميداليات
- حمد العدواني - 3 ميداليات - ذهبية في سباق 400 م وفضيتان في سباقي 100 م و200 م.
- مها الشريعان - 2 ميدالية - برونزيتان في رمي الجلة والقرص.
- ضاري المطيري - 1 ميدالية - برونزية في رمي الجلة.

## الرياضات

### ألعاب القوى

#### سباقات المضمار للرجال
| اللاعب       | الفئة | المسابقة | التصفيات | التصفيات | نصف النهائي | نصف النهائي | النهائي | النهائي |
| اللاعب       | الفئة | المسابقة | النتيجة  | المركز   | النتيجة     | المركز      | النتيجة | المركز  |
| ------------ | ----- | -------- | -------- | -------- | ----------- | ----------- | ------- | ------- |
| حمد العدواني | T53   | 100 م    | 15.38    | 4 Q      | —           | —           | 15.06   | الثاني  |
| حمد العدواني | T53   | 200 م    | 26.58    | 2 Q      | —           | —           | 26.37   | الثاني  |
| حمد العدواني | T53   | 400 م    | —        | —        | —           | —           | —       | الأول   |

#### منافسات الرجال
| اللاعب        | الفئة  | المسابقة  | النهائي | النهائي | النهائي |
| اللاعب        | الفئة  | المسابقة  | النتيجة | النقاط  | المركز  |
| ------------- | ------ | --------- | ------- | ------- | ------- |
| أحمد عبد الله | F32    | رمي الجلة | 6.38    | -       | 5       |
| عاطف الدوسري  | F53    | رمي القرص | 18.22   | -       | 7       |
| ضاري المطيري  | F32    | رمي الجلة | 6.86    | -       | الثالث  |
| مشعل العتيبي  | F55-56 | رمي الرمح | 28.12   | 878     | 12      |
| عادل العجمي   | F58    | رمي الجلة | 13.23   | -       | 7       |
| أحمد مقصيد    | F33-34 | رمي القرص | 19.34   | 872     | 7       |
| أحمد مقصيد    | F33-34 | رمي الجلة | 7.63    | 795     | 10      |
| نزار محمد     | P54-58 | الخماسي   | 4954    | 4954    | 8       |
| فهد سالم      | F58    | رمي القرص | 47.96   | -       | 7       |

#### منافسات النساء
| اللاعب       | الفئة        | المسابقة  | النهائي | النهائي | النهائي |
| اللاعب       | الفئة        | المسابقة  | النتيجة | النقاط  | المركز  |
| ------------ | ------------ | --------- | ------- | ------- | ------- |
| مها الشريعان | F32-34/51-53 | رمي القرص | 9.94    | 1155    | الثالث  |
| مها الشريعان | F32-34/52/53 | رمي الجلة | 5.26    | 1174    | الثالث  |

### رفع الأثقال

#### الرجال
| اللاعب       | المسابقة | النتيجة | المركز |
| ------------ | -------- | ------- | ------ |
| صباح الشختلي | 60 كجم   | 145.0   | 10     |

### المبارزة على الكراسي المتحركة

#### الرجال
| اللاعب             | المسابقة                  | التأهيل    | التأهيل | التأهيل | دور الـ16         | ربع النهائي      | نصف النهائي     | النهائي / مباراة الميدالية البرونزية | النهائي / مباراة الميدالية البرونزية |
| اللاعب             | المسابقة                  | المنافس    | النتيجة | المركز  | المنافس النتيجة   | المنافس النتيجة  | المنافس النتيجة | المنافس النتيجة                      | المركز                               |
| ------------------ | ------------------------- | ---------- | ------- | ------- | ----------------- | ---------------- | --------------- | ------------------------------------ | ------------------------------------ |
| محمد المنصوري      | سيف المبارزة للرجال (إيه) | ستانشوك    | خ 0-5   | 5 Q     | يابلونسكي خ 10-15 | لم يتأهل         | لم يتأهل        | لم يتأهل                             | لم يتأهل                             |
| محمد المنصوري      | سيف المبارزة للرجال (إيه) | تشانغ      | خ 0-5   | 5 Q     | يابلونسكي خ 10-15 | لم يتأهل         | لم يتأهل        | لم يتأهل                             | لم يتأهل                             |
| محمد المنصوري      | سيف المبارزة للرجال (إيه) | سيترن      | خ 5-5   | 5 Q     | يابلونسكي خ 10-15 | لم يتأهل         | لم يتأهل        | لم يتأهل                             | لم يتأهل                             |
| محمد المنصوري      | سيف المبارزة للرجال (إيه) | أهنر       | ح 4-5   | 5 Q     | يابلونسكي خ 10-15 | لم يتأهل         | لم يتأهل        | لم يتأهل                             | لم يتأهل                             |
| محمد المنصوري      | سيف المبارزة للرجال (إيه) | سانشيز     | ف 5-3   | 5 Q     | يابلونسكي خ 10-15 | لم يتأهل         | لم يتأهل        | لم يتأهل                             | لم يتأهل                             |
| محمد المنصوري      | سيف الشيش للرجال (إيه)    | تشانغ تش   | خ 1-5   | 4 Q     | بيندر خ 7-15      | لم يتأهل         | لم يتأهل        | لم يتأهل                             | لم يتأهل                             |
| محمد المنصوري      | سيف الشيش للرجال (إيه)    | بيليغريني  | خ 0-5   | 4 Q     | بيندر خ 7-15      | لم يتأهل         | لم يتأهل        | لم يتأهل                             | لم يتأهل                             |
| محمد المنصوري      | سيف الشيش للرجال (إيه)    | مايلارد    | خ 4-5   | 4 Q     | بيندر خ 7-15      | لم يتأهل         | لم يتأهل        | لم يتأهل                             | لم يتأهل                             |
| محمد المنصوري      | سيف الشيش للرجال (إيه)    | رودريغيز   | ف 5-0   | 4 Q     | بيندر خ 7-15      | لم يتأهل         | لم يتأهل        | لم يتأهل                             | لم يتأهل                             |
| طارق القلاف        | سيف المبارزة للرجال (إيه) | ليبينسكي   | خ 3–5   | 1 Q     | كونغ خ 14-15      | لم يتأهل         | لم يتأهل        | لم يتأهل                             | لم يتأهل                             |
| طارق القلاف        | سيف المبارزة للرجال (إيه) | يابلونسكي  | ف 5-2   | 1 Q     | كونغ خ 14-15      | لم يتأهل         | لم يتأهل        | لم يتأهل                             | لم يتأهل                             |
| طارق القلاف        | سيف المبارزة للرجال (إيه) | تاي        | ف 5-3   | 1 Q     | كونغ خ 14-15      | لم يتأهل         | لم يتأهل        | لم يتأهل                             | لم يتأهل                             |
| طارق القلاف        | سيف المبارزة للرجال (إيه) | مور        | ف 5-1   | 1 Q     | كونغ خ 14-15      | لم يتأهل         | لم يتأهل        | لم يتأهل                             | لم يتأهل                             |
| طارق القلاف        | سيف المبارزة للرجال (إيه) | بيباس      | ف 5-1   | 1 Q     | كونغ خ 14-15      | لم يتأهل         | لم يتأهل        | لم يتأهل                             | لم يتأهل                             |
| طارق القلاف        | سيف المبارزة للرجال (إيه) | رودريغيز   | ف 5-3   | 1 Q     | كونغ خ 14-15      | لم يتأهل         | لم يتأهل        | لم يتأهل                             | لم يتأهل                             |
| طارق القلاف        | سيف الشيش للرجال (إيه)    | فونغ       | خ 3-5   | 2 Q     | سيترن ف 15-5      | تشانغ تش ف 15-12 | تشانغ ل خ 9-15  | بيندر خ 12-15                        | 4                                    |
| طارق القلاف        | سيف الشيش للرجال (إيه)    | فاليشفيتش  | ف 5-4   | 2 Q     | سيترن ف 15-5      | تشانغ تش ف 15-12 | تشانغ ل خ 9-15  | بيندر خ 12-15                        | 4                                    |
| طارق القلاف        | سيف الشيش للرجال (إيه)    | إل آسين    | ف 5-2   | 2 Q     | سيترن ف 15-5      | تشانغ تش ف 15-12 | تشانغ ل خ 9-15  | بيندر خ 12-15                        | 4                                    |
| طارق القلاف        | سيف الشيش للرجال (إيه)    | سيرافيني   | ف 5-3   | 2 Q     | سيترن ف 15-5      | تشانغ تش ف 15-12 | تشانغ ل خ 9-15  | بيندر خ 12-15                        | 4                                    |
| طارق القلاف        | سيف الشيش للرجال (إيه)    | دولاه      | ف 5-3   | 2 Q     | سيترن ف 15-5      | تشانغ تش ف 15-12 | تشانغ ل خ 9-15  | بيندر خ 12-15                        | 4                                    |
| عبد الوهاب الصعيدي | سيف المبارزة (بي)         | ماير       | خ 2-5   | 5 Q     | هو خ 11-15        | لم يتأهل         | لم يتأهل        | لم يتأهل                             | لم يتأهل                             |
| عبد الوهاب الصعيدي | سيف المبارزة (بي)         | ليفونوفسكي | خ 4-5   | 5 Q     | هو خ 11-15        | لم يتأهل         | لم يتأهل        | لم يتأهل                             | لم يتأهل                             |
| عبد الوهاب الصعيدي | سيف المبارزة (بي)         | وونغ       | خ 4-5   | 5 Q     | هو خ 11-15        | لم يتأهل         | لم يتأهل        | لم يتأهل                             | لم يتأهل                             |
| عبد الوهاب الصعيدي | سيف المبارزة (بي)         | لاتريش     | خ 4-5   | 5 Q     | هو خ 11-15        | لم يتأهل         | لم يتأهل        | لم يتأهل                             | لم يتأهل                             |
| عبد الوهاب الصعيدي | سيف المبارزة (بي)         | شوميت      | ف 5-4   | 5 Q     | هو خ 11-15        | لم يتأهل         | لم يتأهل        | لم يتأهل                             | لم يتأهل                             |
| عبد الوهاب الصعيدي | سيف المبارزة (بي)         | فرانسوا    | خ 3-5   | 2 Q     | مورينو ف 15-3     | هوي خ 0-15       | لم يتأهل        | لم يتأهل                             | لم يتأهل                             |
| عبد الوهاب الصعيدي | سيف المبارزة (بي)         | هو         | خ 2-5   | 2 Q     | مورينو ف 15-3     | هوي خ 0-15       | لم يتأهل        | لم يتأهل                             | لم يتأهل                             |
| عبد الوهاب الصعيدي | سيف المبارزة (بي)         | كومار      | ف 5-1   | 2 Q     | مورينو ف 15-3     | هوي خ 0-15       | لم يتأهل        | لم يتأهل                             | لم يتأهل                             |
| عبد الوهاب الصعيدي | سيف المبارزة (بي)         | وونغ       | ف 5-2   | 2 Q     | مورينو ف 15-3     | هوي خ 0-15       | لم يتأهل        | لم يتأهل                             | لم يتأهل                             |

#### الفرق
| اللاعب                                       | الحدث               | ربع النهائي             | نصف النهائي                      | النهائي / مباراة الميدالية البرونزية            | النهائي / مباراة الميدالية البرونزية |
| اللاعب                                       | الحدث               | المنافس النتيجة         | المنافس النتيجة                  | المنافس النتيجة                                 | النتيجة                              |
| -------------------------------------------- | ------------------- | ----------------------- | -------------------------------- | ----------------------------------------------- | ------------------------------------ |
| محمد المنصوري طارق القلاف عبد الوهاب الصعيدي | سيف المبارزة للرجال | فرنسا (FRA) · خ 39–45   | الولايات المتحدة (USA) · ف 45–24 | التصنيف الخامس/السادس · ألمانيا (GER) · ف 45–39 | 5                                    |
| محمد المنصوري طارق القلاف عبد الوهاب الصعيدي | سيف الشيش للرجال    | إيطاليا (ITA) · ف 45-38 | هونغ كونغ (HKG) · خ 42-45        | بولندا (POL) · خ 35-45                          | 4                                    |